# Wiesentalbrücke
Die Wiesentalbrücke in der Stadt Lörrach ist mit 1201 Metern die drittlängste Straßenbrücke Baden-Württembergs und gehört auch zu den längsten in Deutschland. Sie ist Teil der A 98 zwischen Luckepass und Homburger Wald und überquert von Nord nach Süd den Fluss Wiese, die Bundesstraße 317, den Landschaftspark Grütt sowie die Wiesentalbahn. Die vierspurige Autobahntrasse verläuft im Grundriss bogenförmig und steigt nach Süden zum Hang hin an. Da sich Lörrach in der höchsten deutschen Erdbebenzone befindet, wurde das Bauwerk erdbebensicher ausgebildet. Seit der Verkehrsfreigabe 1983 setzt die Wiesentalbrücke die A 98 in östliche Richtung fort. Am Ostportal misst eine automatische Zählstelle die Verkehrsstärke der Brücke.  Im Jahr 2020 benutzten täglich rund 23.000 Fahrzeuge das Bauwerk, der Schwerlastanteil lag bei gut 10 %. Die meisten Brückenpfeiler der Wiesentalbrücke wurden im Sommer 2010 für legales Graffiti offiziell durch die Stadt Lörrach freigegeben. Die Pfeilerbilder sind seither als Bridge-Gallery überregional bekannt geworden.

## Geschichte

### Vorgeschichte
Durch ein Gutachten für den Verkehrsplan 1965 gestützt entstand die Forderung, auf der deutschen Seite eine Autobahn entlang des Hochrheins zu führen, deren Teilstück von Märkt mit dem Autobahndreieck Weil am Rhein nach Rheinfelden in den 1970er Jahren begonnen wurde. Im Dezember 1966 begann das Planfeststellungsverfahren für die Umgebung von Binzen mit Hilfe der B 317, deren Bauarbeiten im Spätsommer 1968 begannen. Das Teilstück durch Lörrach zur Durchquerung des Wiesentals war ursprünglich in Tieflage geplant, das heißt, die A 98 hätte unter der Wiesentalbahn verlaufen sollen. Im Oktober 1970 beschloss das Bundesverkehrsministerium die generelle Linienführung der Hochrheinautobahn, und im selben Monat erging der Planfeststellungsbeschluss für den Bauabschnitt zwischen der Lucke und dem Waidhof. Erst die geänderten Planungen 1976 sahen die Durchquerung des Wiesentals in Hochlage mittels einer Talbrücke vor. Aus Kostengründen sah man zunächst vor, die Brücke nur einbahnig auszuführen. Das bauliche Kernstück des Abschnittes „Umgehung Lörrach“ war die Wiesentalbrücke, welche die Autobahn über das Wiesental bei Lörrach überführt und damit gleichzeitig die Funktion einer Ortsumfahrung erfüllt, um den Verkehr aus der Stadt zu bekommen. Im weiteren Planungsverfahren stellte man fest, dass die Kostenersparnis durch den Erdausbau in den Einschnitten in Rötteln und Homburger Wald nicht wesentlich war. Ein einbahniger Ausbau hätte den laufenden Verkehr erheblich beeinträchtigt, sodass man sich entgegen der ursprünglichen Betrachtung zum Vollausbau der Wiesentalbrücke entschloss.

### Baugeschichte
Nach Vorliegen des Planfeststellungsbeschlusses im Juli 1976 wurde Anfang 1977 mit den Erdarbeiten zwischen Wiesental und Waidhof als Vorarbeit begonnen. Im Vorfeld der Arbeiten fand man Hügelgräber im Homburger Wald, die man zunächst bergen musste. Darüber hinaus mussten umfangreiche Dolinen verfüllt werden. Der Aushub im Einschnitt Homburg betrug 1,3 Mio. Kubikmeter. Die Bauarbeiten zum Autobahnabschnitt in Lörrach selbst begannen im Frühjahr 1978. Bei den Gründungsarbeiten in der Nähe des Haagener Gewerbekanals förderten 1978 Bauarbeiten zwei steinerne Kanonenkugeln zutage, die einer vermuteten Feindesverteidigung der Herrscher von Burg Rötteln zugeordnet wurden. Die Fundstücke befinden sich heute im Dreiländermuseum.

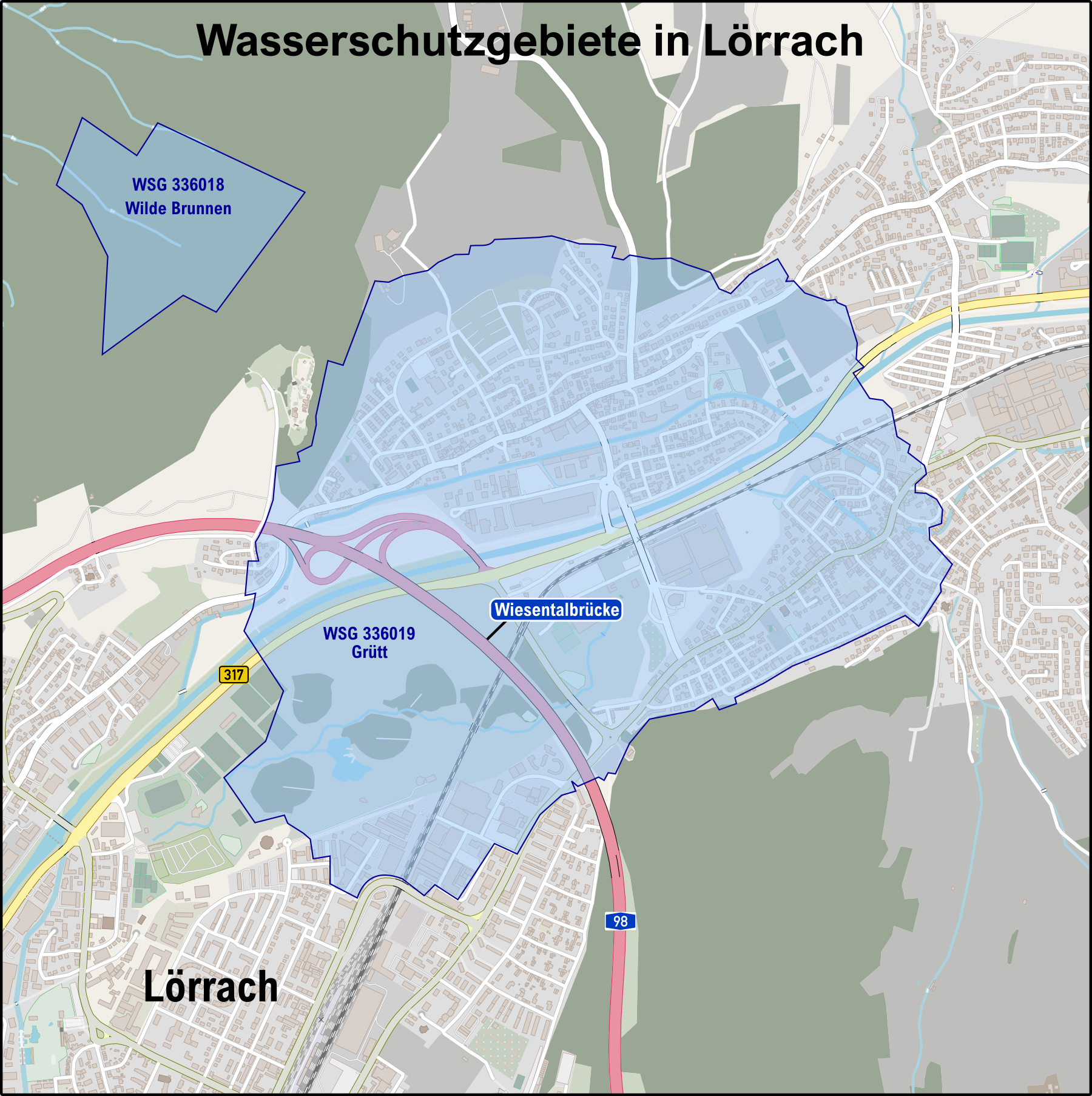
Wiesentalbrücke und Wasserschutzgebiete in Lörrach

Nachdem die Arbeitsgemeinschaft Wiesentalbrücke unter der Federführung der Baugesellschaft Bilfinger und Berger im November 1979 den Zuschlag für die Bauarbeiten erhalten hatte, wurde im Dezember 1979 mit dem Bau der Wiesentalbrücke von Süden her begonnen. Während der Bauphase mussten erhöhte Sicherheitsanforderungen erfüllt werden, da die Brücke über ein gut 300 Hektar großes Wasserschutzgebiet führt und die Stadt Lörrach im Grüttpark über umfangreiche Infrastruktur zur städtischen Grundwasserversorgung verfügt. Zu diesem Zweck wurde die Brücke so ausgestaltet, dass das Oberflächenwasser über Längsleitungen im Hohlkasten des Überbaus schadlos abgeleitet wird. Bei den Baumaßnahmen erhielt die Baustelle einen Anschluss an das städtische Wasserversorgungssystem, Park- und Werkstattflächen wurden abgedichtet und eine Ölwehr eingerichtet. Im gesamten Fahrbahnbereich wurden einschließlich der Entwässerungsmulden die Böschungen durch starke Kunststofffolien abgedichtet. Die Schächte und Rohrleitungen mussten besonderen Anforderungen hinsichtlich der Dichtigkeit genügen. Der Bereich der Wiesentalbrücke wurde zusätzlich mit einer 1,5 Meter starken Abdichtungsschicht gesichert, um auch im Fall eines schweren Unfalls eine Störung in der Wasserversorgung zu verhindern.
Bauherr der Brücke war, wie für Autobahnbrücken in Deutschland üblich, die Bundesrepublik Deutschland. Auftraggeber war das Straßenbauamt in Bad Säckingen,  welches die Bauleitung der Stadt Lörrach übertrug. Die technische Oberleitung und den Ausschreibungsentwurf hatte das Referat Brücken- und Ingenieurbau des Regierungspräsidiums Freiburg inne. Zur Arbeitsgemeinschaft Wiesentalbrücke gehörten neben Bilfinger und Berger das Unternehmen Gustav Strumpf aus Rheinfelden und Locher & Cie aus der Schweiz. Die statische Bearbeitung oblag dem Ingenieurbüro Schmidt + Partner aus Basel. Mit der Prüfung der Statik und Konstruktion war Leonhardt, Andrä und Partner aus Stuttgart betraut worden.
Nach Gründung der Brückenpfeiler betonierte die Arbeitsgemeinschaft im Oktober 1980 das erste Feld des Hohlkastenträgers und konnte den Überbau bis Juli 1982 im Wesentlichen fertigstellen. Die Schalung war auf einer Vorschubrüstung aufgebaut. Die für die Herstellung benötigten Rüstträger wurden über ein hydraulisches Lager verschoben.
Für den öffentlichen Verkehr wurde die Autobahnbrücke am 11. April feierlich eröffnet und am 12. April 1983 nach monatelangen Verzögerungen freigegeben. Der Eröffnung wohnten neben dem damaligen Oberbürgermeister Egon Hugenschmidt auch der Regierungspräsident Norbert Nothhelfer, der damalige Bundesverkehrsminister Werner Dollinger und der Landeswirtschaftsminister Rudolf Eberle bei. Eine Schülerin aus Lörrach zerschnitt das Band in den Bundesfarben zur Eröffnung des Teilabschnittes, und anschließend bewegte sich ein mehrerer Kilometer langer Autokonvoi mit der politischen Prominenz über den freigegebenen Autobahnabschnitt vom Autobahnanschluss Mitte in Richtung Waidhof. Zum Eröffnungszeitpunkt war die Wiesentalbrücke in Lörrach die längste Straßenbrücke Baden-Württembergs.

### Seit Eröffnung

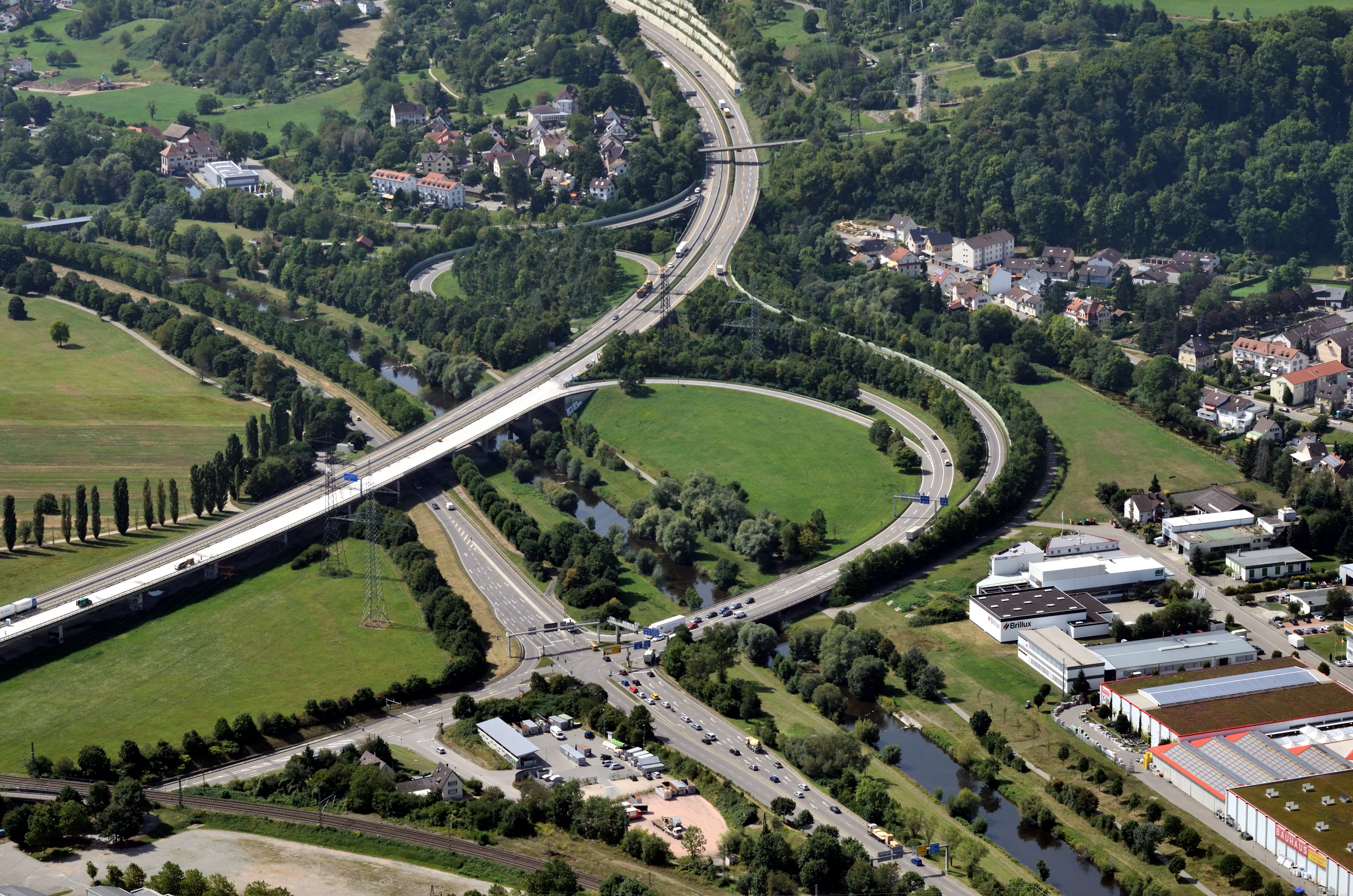
Luftbild der Brücke und Autobahnanschlussstelle (Bilddatei annotiert)

Seit 2005 erfasst die Bundesanstalt für Straßenwesen am Südwest-Portal der Wiesentalbrücke über eine Automatische Zählstelle systematisch die Verkehrsmenge.
Im Jahr 2008 wurde die Wiesentalbrücke für eine Million Euro saniert. 2010 gab die Stadt Lörrach die Fläche der Brückenpfeiler offiziell für legales Graffiti frei, das als Bridge-Gallery bekannt ist.
In den Sommermonaten des Jahres 2012 wurde die Brückenoberseite für rund zwei Millionen Euro aufwendig saniert. Dafür wurde jeweils eine Fahrbahn komplett gesperrt und der Verkehr auf die andere geleitet. Unter anderem wurden die schadhaften Tropftüllen in der Fahrbahnplatte von der Brückenoberseite erneuert, damit das Tausalzwasser an der Unterseite gut abfließen kann und den Spannbeton nicht schädigt. Zusätzlich wurde die alte Dichtungsschicht des mittlerweile 30 Jahre alt gewordenen Fahrbahnbelages erneuert. Dazu wurden 12.000 Quadratmeter des alten Brückenbelags abgebrochen.
Im Jahr 2020 wurde die Brücke weiteren Instandhaltungsarbeiten unterzogen.

## Beschreibung

### Lage

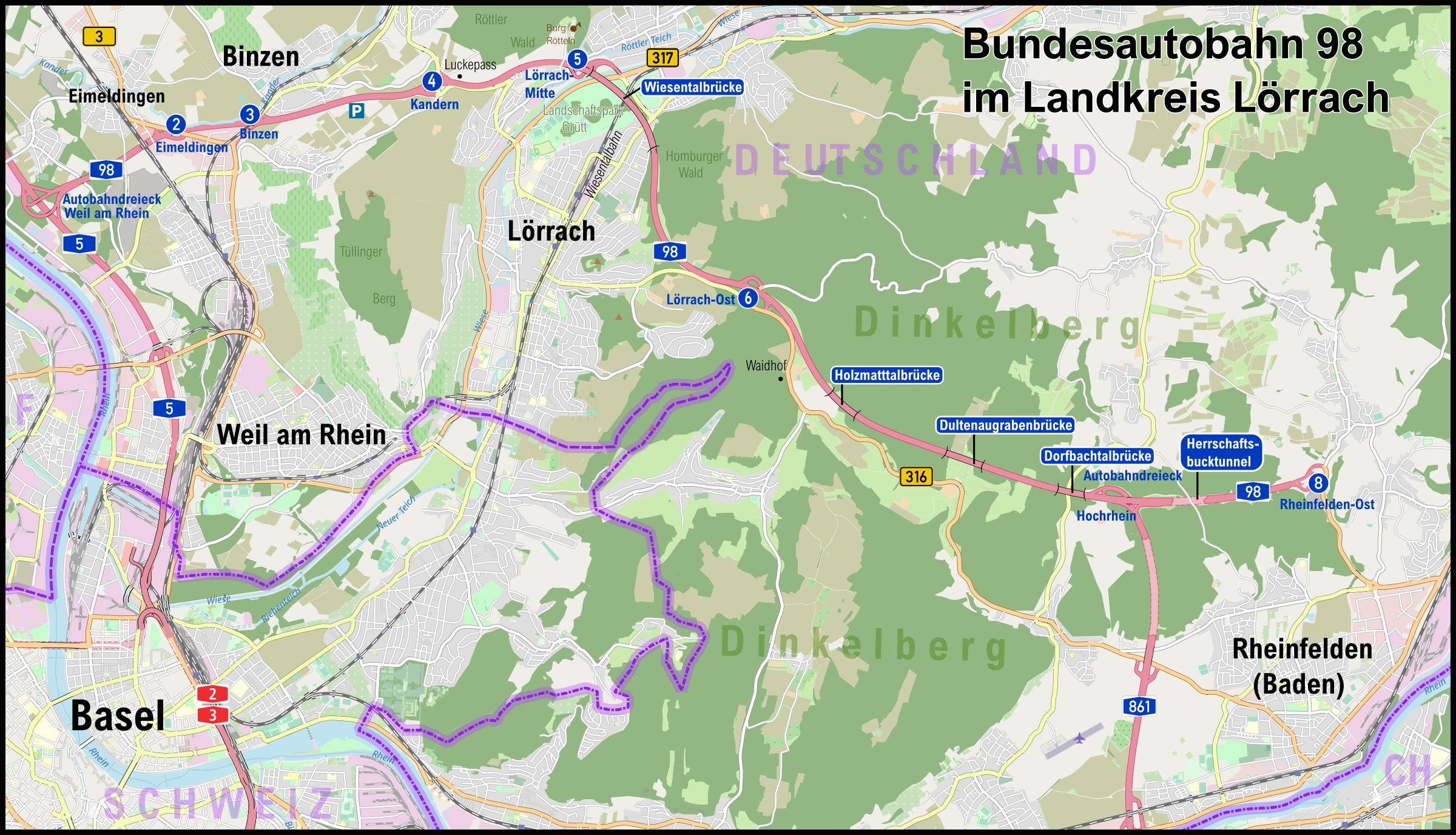
Verlauf der A 98 im Landkreis Lörrach mit den wichtigsten Verkehrsbauwerken

Die 1201 Meter lange Wiesentalbrücke überspannt das Wiesental bei Lörrach und führt die Autobahn A 98 in einem weiten Bogen vom Luckepass abschüssig nach Lörrach, um dann wieder an Höhe zu gewinnen, welche die Trasse über den zum Dinkelberg gehörenden Homburger Wald und weiter zum Waidhofpass führt. Entlang des Tals beschreibt die Brücke von Lörrach aus gesehen eine konkave Kurve und liegt zwischen 6 und 24 Meter Höhe über dem Wiesental. Im Nordwesten beginnen Nord- und Südbrücke in der Talsenke auf einer Höhenlage von 299 m ü. NHN (Lage) und führen nach Süden bis auf 339 m ü. NHN (Südbrücke, Lage) beziehungsweise auf 335 m ü. NHN die Nordbrücke (Lage).

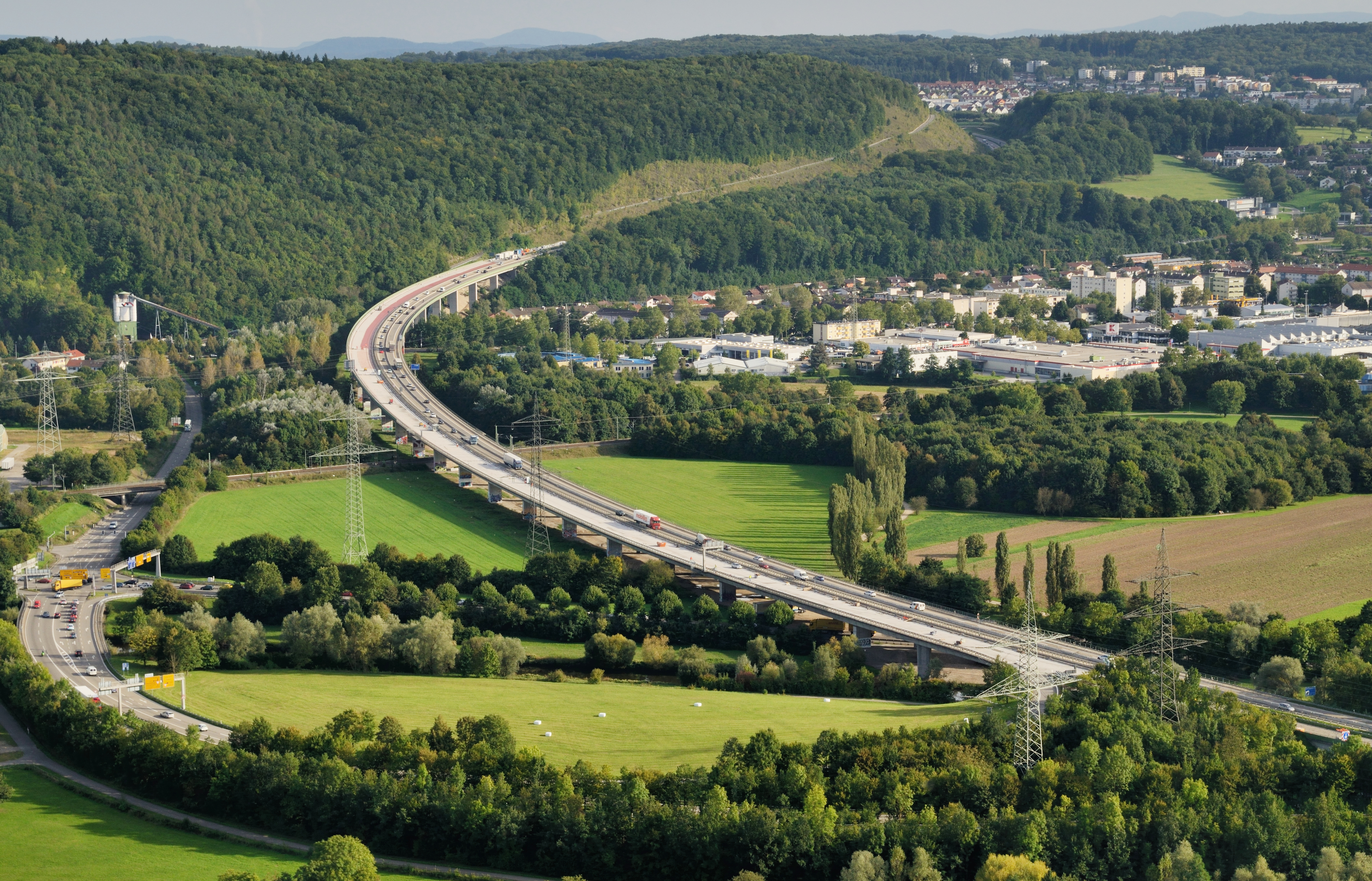
Gesamtansicht mit Anschlussbrücken der Anschlussstelle Lörrach-Mitte (Bilddatei annotiert)

Etwa 900 Meter des Brückenbauwerks verlaufen im engeren Wasserschutzgebiet der Stadt Lörrach. Damit der Verkehr diese auf- und absteigende Kurvenführung gut meistern kann, variiert die Querneigung der Brücke zwischen 4 und 6 %. Im nordwestlichen Teil der Brücke befinden sich die Zu- und Auffahrten auf die Bundesstraße 317, die zwischen den Pfeilern 3 und 4 unterführt wird. Die Anschlussstelle 5 trägt den Namen Lörrach-Mitte und ist über eine geschwungene Rampenkonstruktion direkt mit dem Brückenbauwerk verbunden. Der Kreuzungsbereich der Auf- beziehungsweise Abfahrt der Anschlussstelle mit der B 317 wird als Hasenloch-Kreuzung bezeichnet und gilt als überregionaler Verkehrsknotenpunkt im Landkreis. Weiterhin unterführt werden der Fluss Wiese zwischen dem Pfeiler 1 und 2, die Bahntrasse der Wiesentalbahn zwischen Pfeiler 12 und 13 sowie die Brombacher Straße zwischen Pfeiler 22 und 23, die früher Teil der B 317 war.

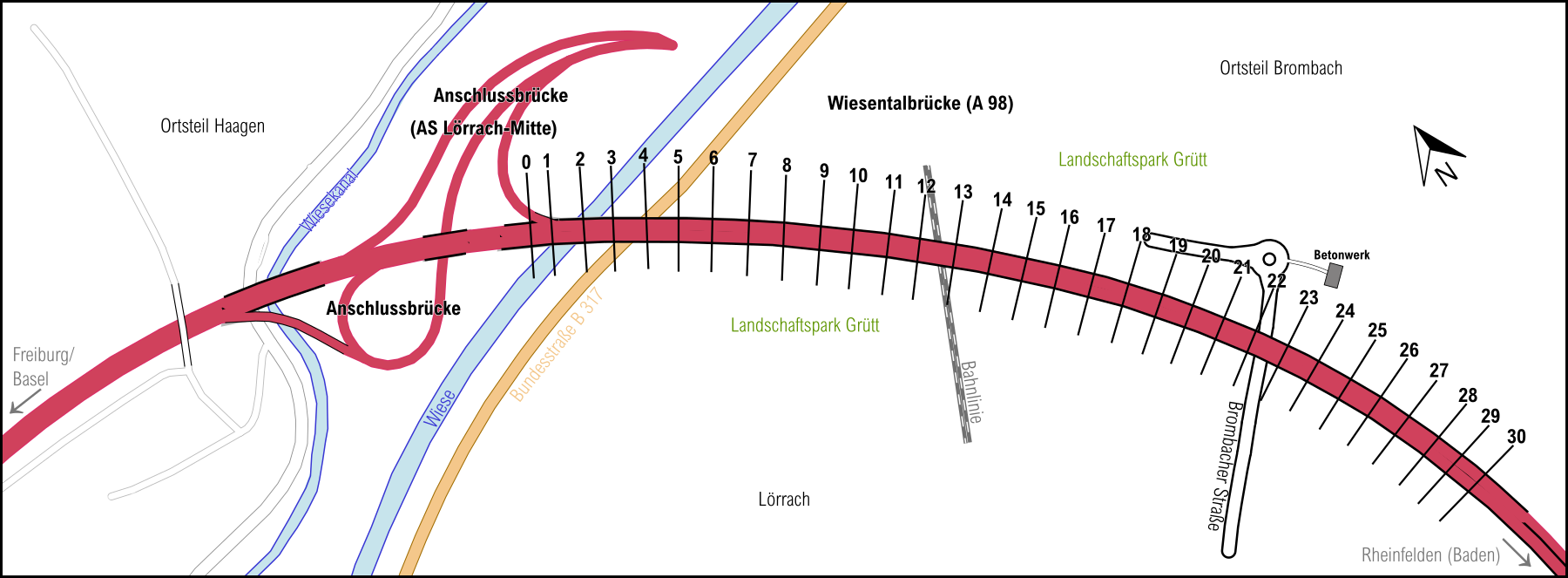
Draufsicht und Situationsplan der Wiesentalbrücke mit Pfeilerpositionsnummerierung

### Gründung und Widerlager

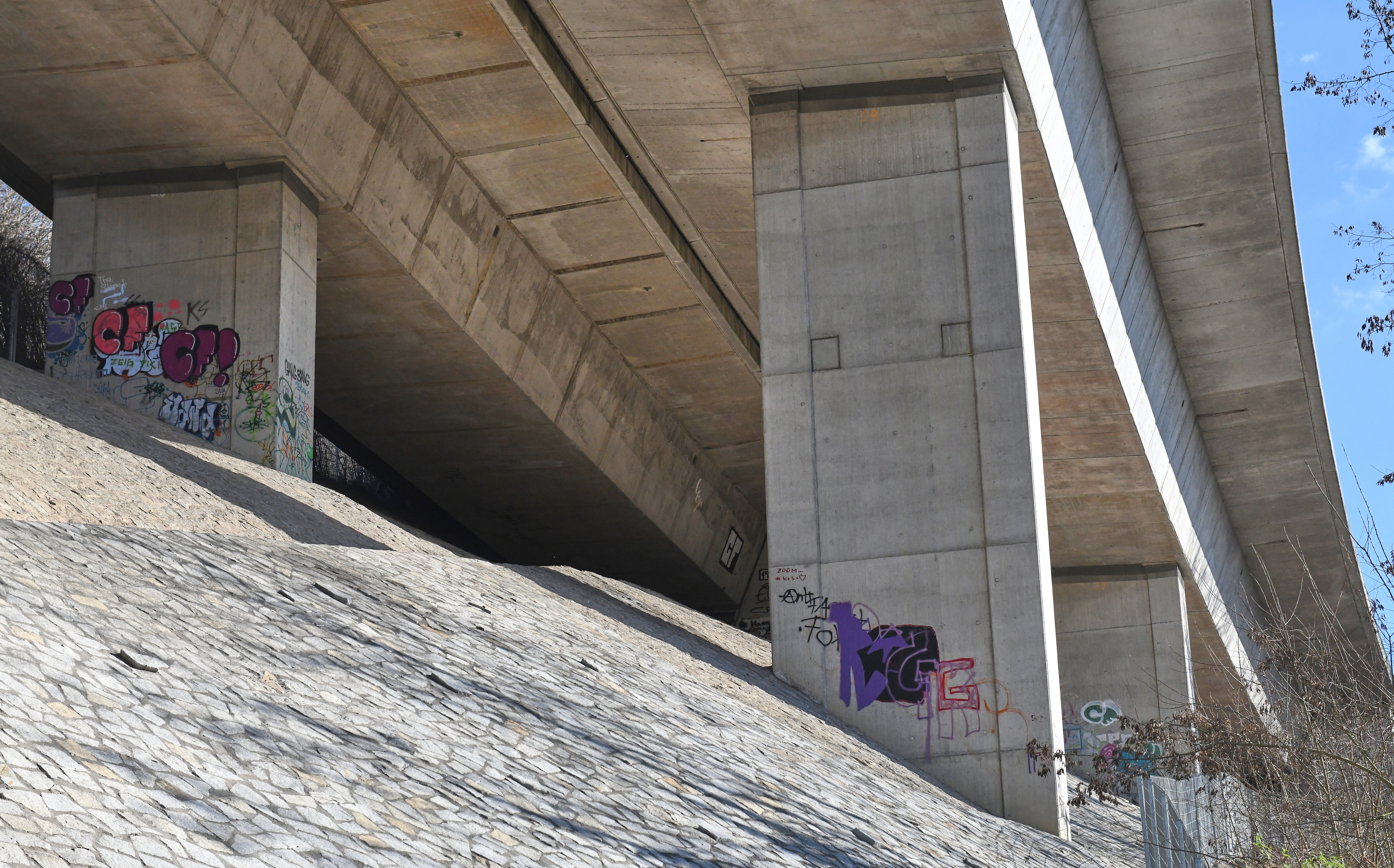
Hohlkästen mit Auskragungen über der Schräglage des Geländes unweit des südöstlichen Widerlagers

Die gesamte Wiesentalbrücke ist mit Ausnahme des Pfeilerpaares 26 flach gegründet. Da im Wiesental der Kiesboden bis zur Erdoberfläche ragt und die zulässige Bodenpressung von 3,5 kg/cm² nicht überschritten wird, ist diese Flachgründung möglich. Infolge von Hangschutt und unregelmäßigen Baugrundverhältnissen wurde das Pfeilerpaar 26 als Pfahlgründung vorgenommen. Jeder Pfeiler steht auf vier je 120 Zentimeter im Durchmesser messenden Großbohrpfählen. Die Pfähle, die in einer Tiefe zwischen 13 und 18 Meter in den Felsen hineinragen, stehen auf einem Kalksteinfelsen. Die Pfeiler 27 bis 29 befinden sich auf ansteigendem Hanggelände des Dinkelbergs. Da der Berg an dieser Stelle hangparallele Schichten im Fels aufweist, waren größere und kompliziertere Aushubarbeiten erforderlich. Beide Widerlager der Wiesentalbrücke sind als Kastenwiderlager ausgebildet. Das Widerlager im Nordwesten richtet sich gegen die Dammschüttungen und Böschungsneigungen. In diesem Bereich gibt es weitere Brückenbauwerke, welche die Auf- und Abfahrten der Wiesentalbrücke bilden. Im Bereich des südöstlichen Widerlagers, das im Hang liegt, ist durch die Schräglage des Geländes die Auflagerung der Überbauten jeweils um ein Feld versetzt. Neben einer 45 Meter langen Flügelwand befindet sich zwischen Fahrbahnachse und den beiden Widerlagerhälften eine Verbindungsmauer. Auch die Widerlager mit den Stützmauern sind flach gegründet.

### Pfeilersystem

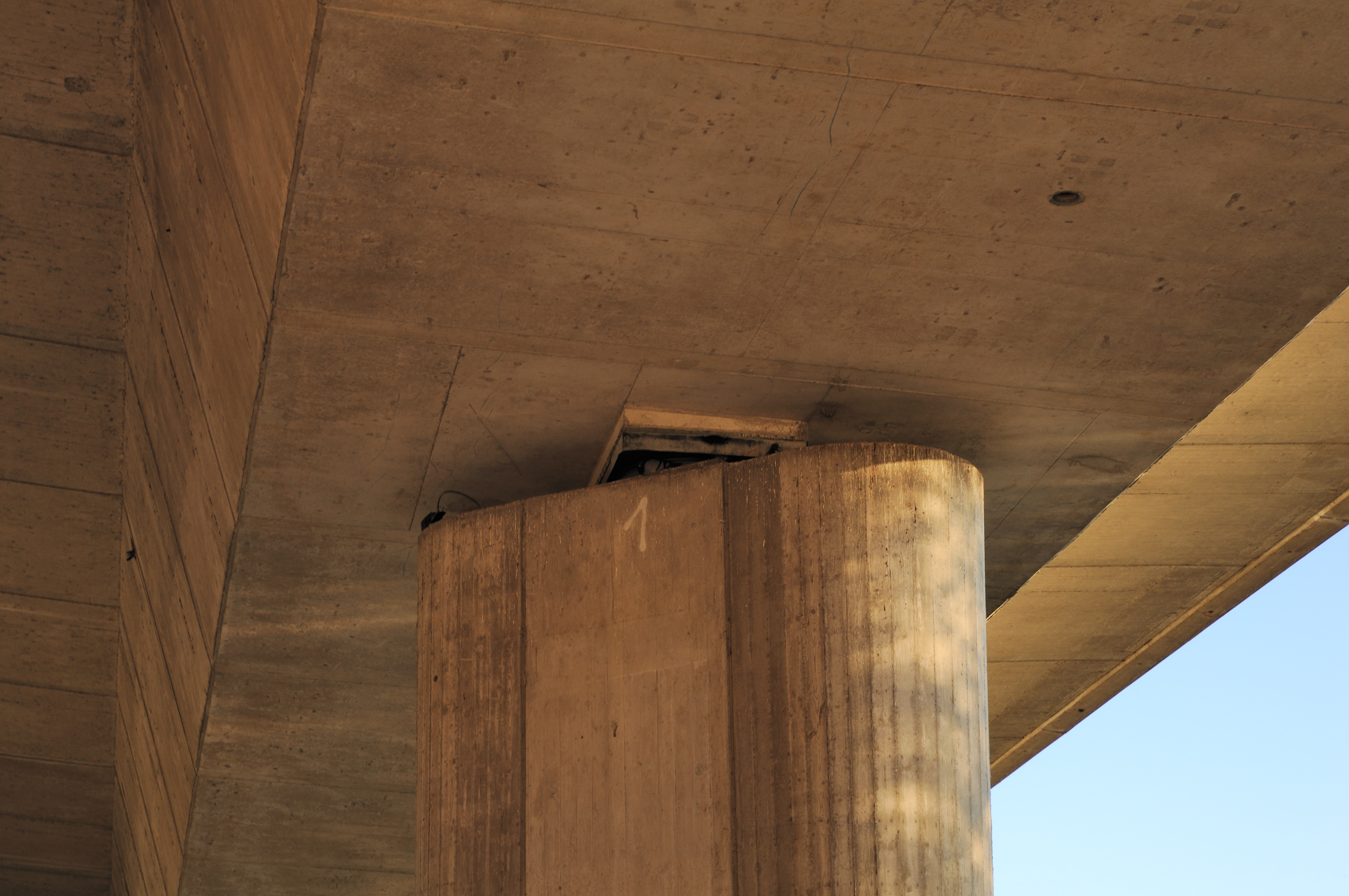
Lagerung des Fahrbahnträgers am Pfeiler 1

Die Wiesentalbrücke bildet mit einer Höhe von bis zu 32 Metern ein Viadukt über das Wiesental. Sie besteht aus zwei Spannbetonüberbauten und 59 Brückenfeldern, die jeweils einen Hohlkastenquerschnitt aufweisen, und ist auf 57 Pfeilern gegründet. Die Überbauten ruhen an jedem Pfeiler auf zwei Neotopflagern; im Bereich des Flusses Wiese trägt nur ein Neotopflager den Überbau. Die Pfeiler haben die Festigkeitsklasse C30/37 (frühere Bezeichnung nach alter
DIN 1045-Norm: B 35) und sind mit 1,80 × 4,60 Meter relativ schlank ausgebildet. Die Wanddicke variiert zwischen 30 und 35 Zentimetern. Optisch sind die Pfeiler mit Lisenen gegliedert. Die Wiesentalbrücke besteht aus zwei Teilbauwerken mit jeweils eigenen Brückenpfeilern. Die Durchlaufträger der Nordbrücke führen dabei über 17 Felder, die der Südbrücke über 12 beziehungsweise 13 Felder. Für die bessere Übersicht werden die Pfeiler jedoch nicht einzeln nummeriert, sondern die der Nord- und Südbrücke zusammengefasst. Die Nummerierung beginnt an der Nord-West-Rampe mit 0 und wird nach jeweils einer Feldweite erhöht, bis man an der Südrampe am zum Dinkelberg gehörigen Homburger Wald bei 30 angekommen ist. Das Nummerierungsschema findet sich in beiden Bauskizzen wieder.

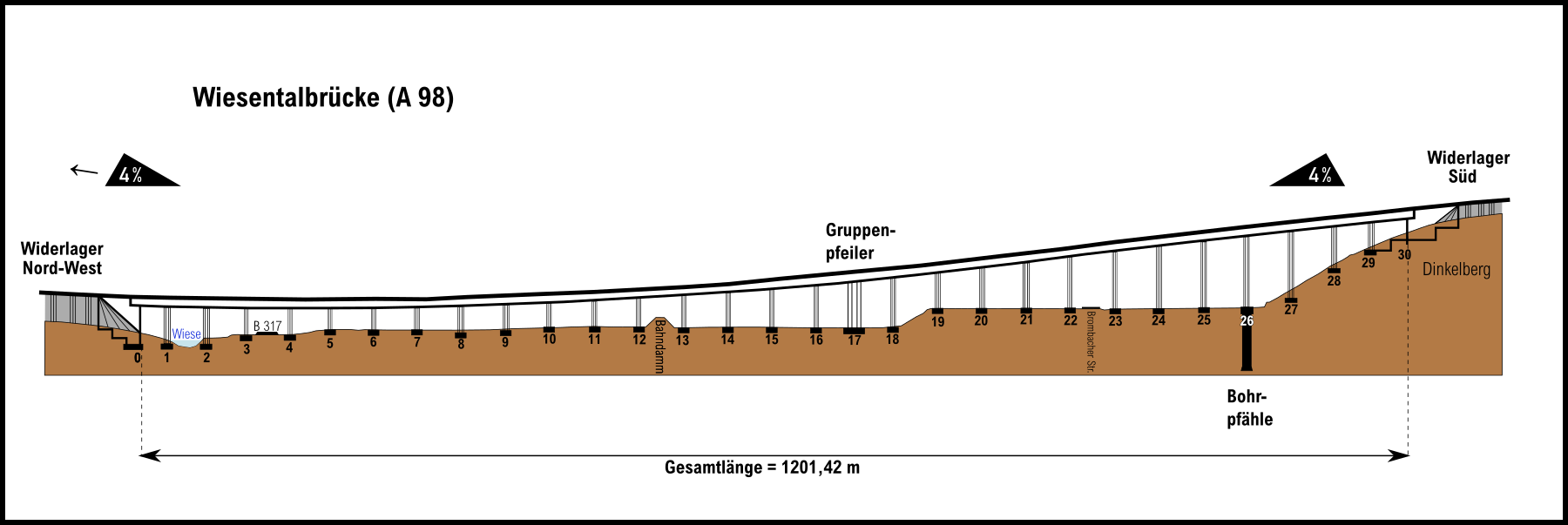
Längsschnitt der Wiesentalbrücke von Nord-West nach Süden

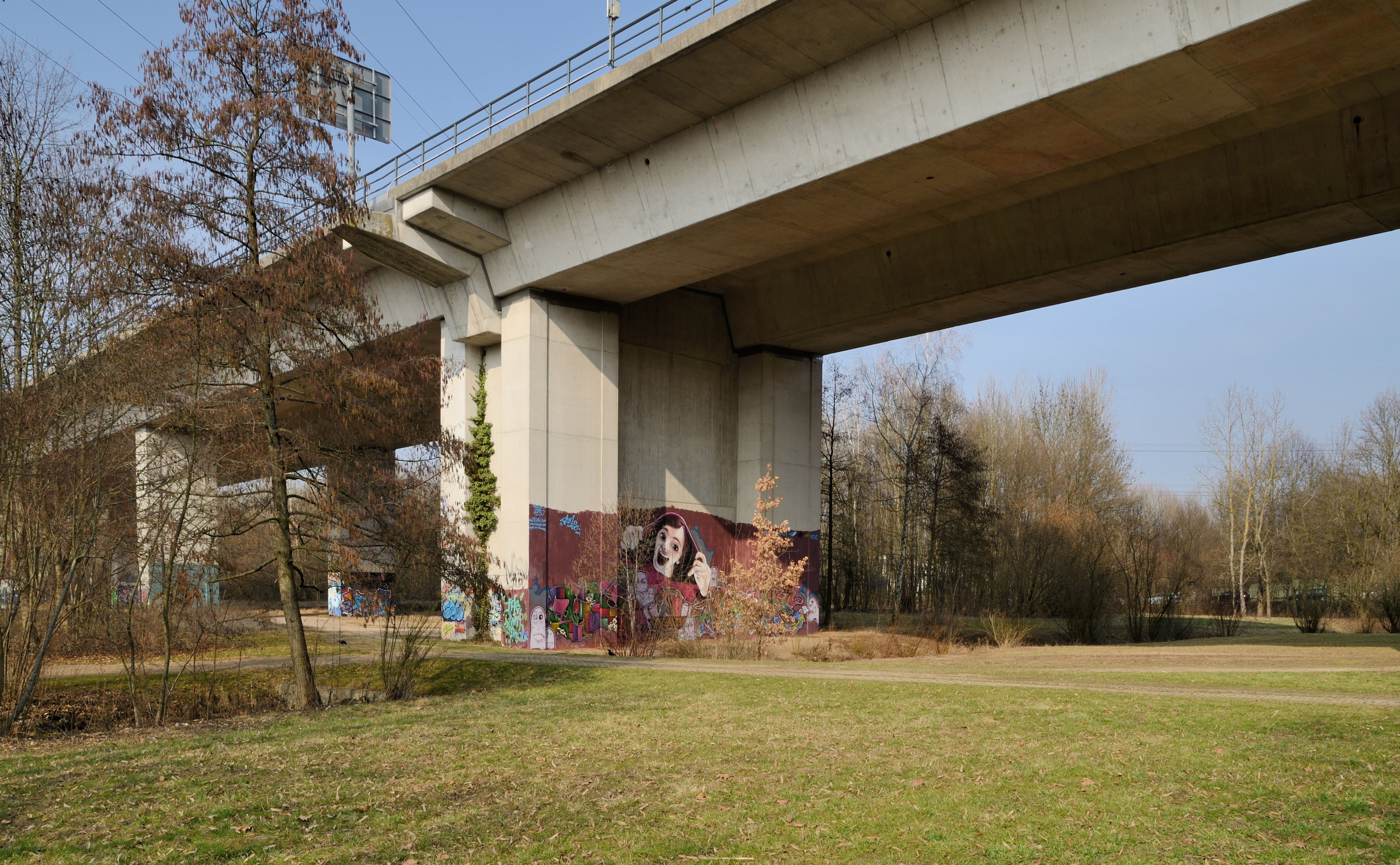
Der durchgängige Gruppenpfeiler (Position 17), im Hintergrund die paarweisen Stützpfeiler

Mit Ausnahme der Endfelder, wo die Feldweiten zwischen 26 und 37 Meter variieren, betragen die Feldweiten grundsätzlich 42 Meter. Am sogenannten Gruppenpfeiler (Position 17) ist der Brückenüberbau geteilt. Der 18 Meter breite Pfeiler 17 ist der einzige, der beide Brücken stützt. Der geteilte Brückenüberbau erfolgte, um kleinere Verschiebungswege der einzelnen Übergangskonstruktionen zu erhalten. Die Festpunktpfeiler der vier Brücken befinden sich jeweils in der Mitte. Je vier Pfeiler bilden dabei eine Festpunktgruppe. Durch die relativ großen Abstände zwischen den Festpunktpfeilern und den Widerlagern beziehungsweise den Gruppenpfeilern treten Verschiebungswege an den Übergängen auf, die beim Widerlager etwa 40 Zentimeter betragen und am Gruppenpfeiler rund 80 Zentimeter.
Jeder Pfeiler trägt einen Hohlkasten-Überbauträger, deren Oberseite die Fahrbahn der Wiesentalbrücke trägt. Jedes dieser Elemente wurde am Stück aus Beton der Festigkeitsklasse C35/45 (früher: B 45) gegossen und hat ein Volumen von etwa 350 Kubikmeter. Zur Errichtung dieses Bauteils wurde von vorne nach hinten gearbeitet, so dass die Betonierfuge am Ende des Vorgangs geschlossen wurde.

### Überbau und allgemeine Daten

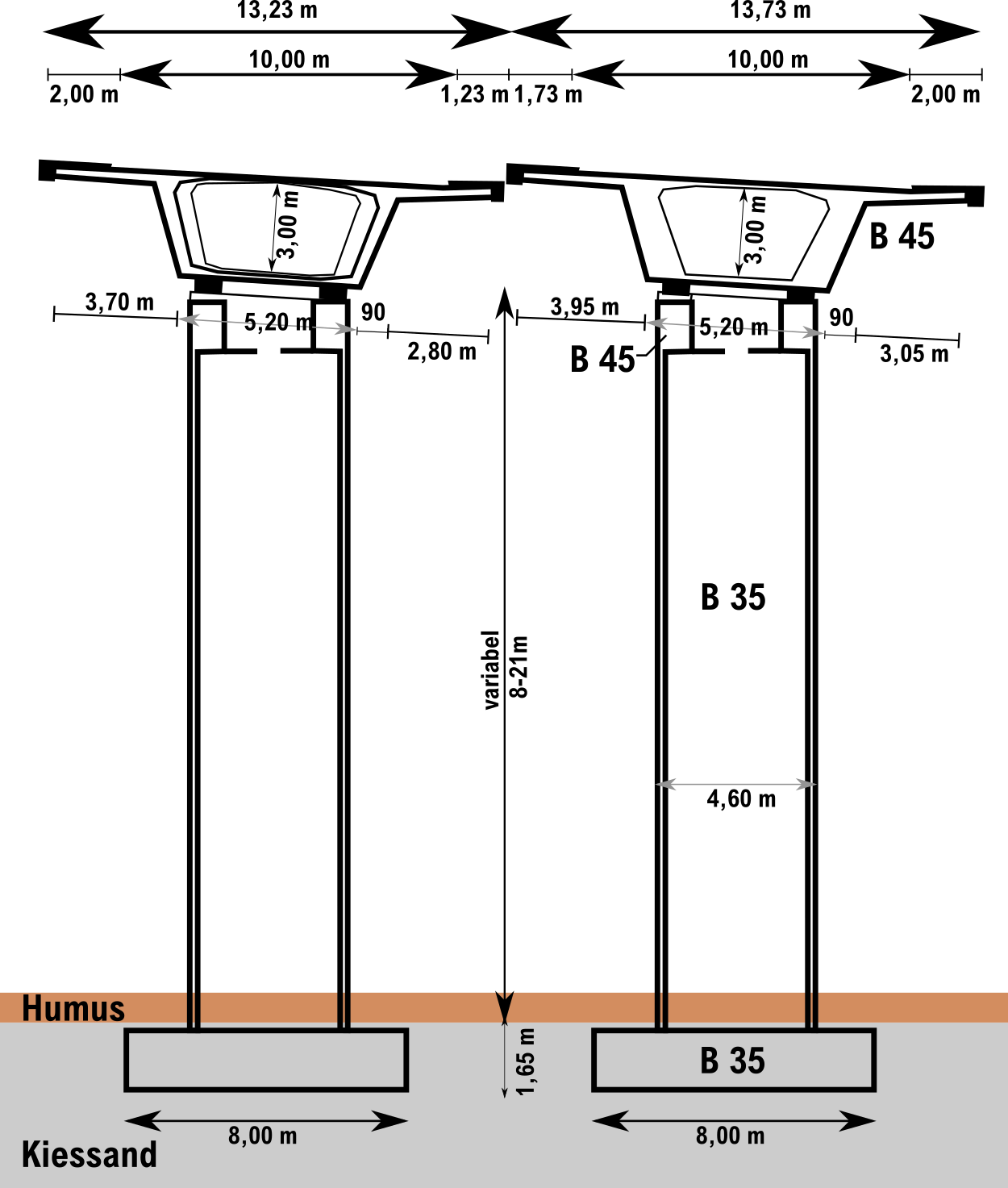
Überbau und Pfeilerquerschnitt

Die Wiesentalbrücke verläuft im Grundriss in einem gleichgerichteten Bogen mit den Radien 1000 beziehungsweise 1900 Meter. Im Aufriss liegt die Brücke in einer Wanne mit einem Ausrundungsradius von 16.000 Metern. Die maximale Längssteigung beträgt 4 %, die Querneigung bewegt sich zwischen 4 und 6 %. Das daraus resultierende Gefälle des Überbaus beträgt 7,2 %. Aus diesem Grund wurde auf einen besonders standfesten Aufbau und eine gute Isolierung Wert gelegt. Dazu wurde eine 1 Zentimeter dicke Sandasphaltschicht mit einer 3 Zentimeter dicken Schutz- und einer 3,5 Zentimeter dicken Deckschicht verbaut.
Die Verkehrslasten entsprechen der Brückenklasse 60 sowie der Militärklasse 50/100. Die Trägerhöhe der Fahrbahndecke beträgt 3 Meter. Für die Lasten, welche die Brücke tragen muss, ist sie in Längsrichtung voll vorgespannt. Die Litzenspannglieder in den Stegen überlappen sich im Stützenbereich. Diese sind beidseitig an den Lisenen verankert. Damit soll eine günstige Spannungsverteilung gewährleistet werden. Die Fahrbahnüberbauten der Brücke weisen im Querschnitt eine Länge inklusive der Randbegrenzungen von 13,2 beziehungsweise 13,7 Meter auf. Damit beträgt die gesamte Brückenbreite 27 Meter.
Alle Hohlräume der Brücke sind begehbar und ausgeleuchtet. Damit sind auch die Pfeilerköpfe und die Lager für Wartungs-  und Instandsetzungsarbeiten gut zugänglich.

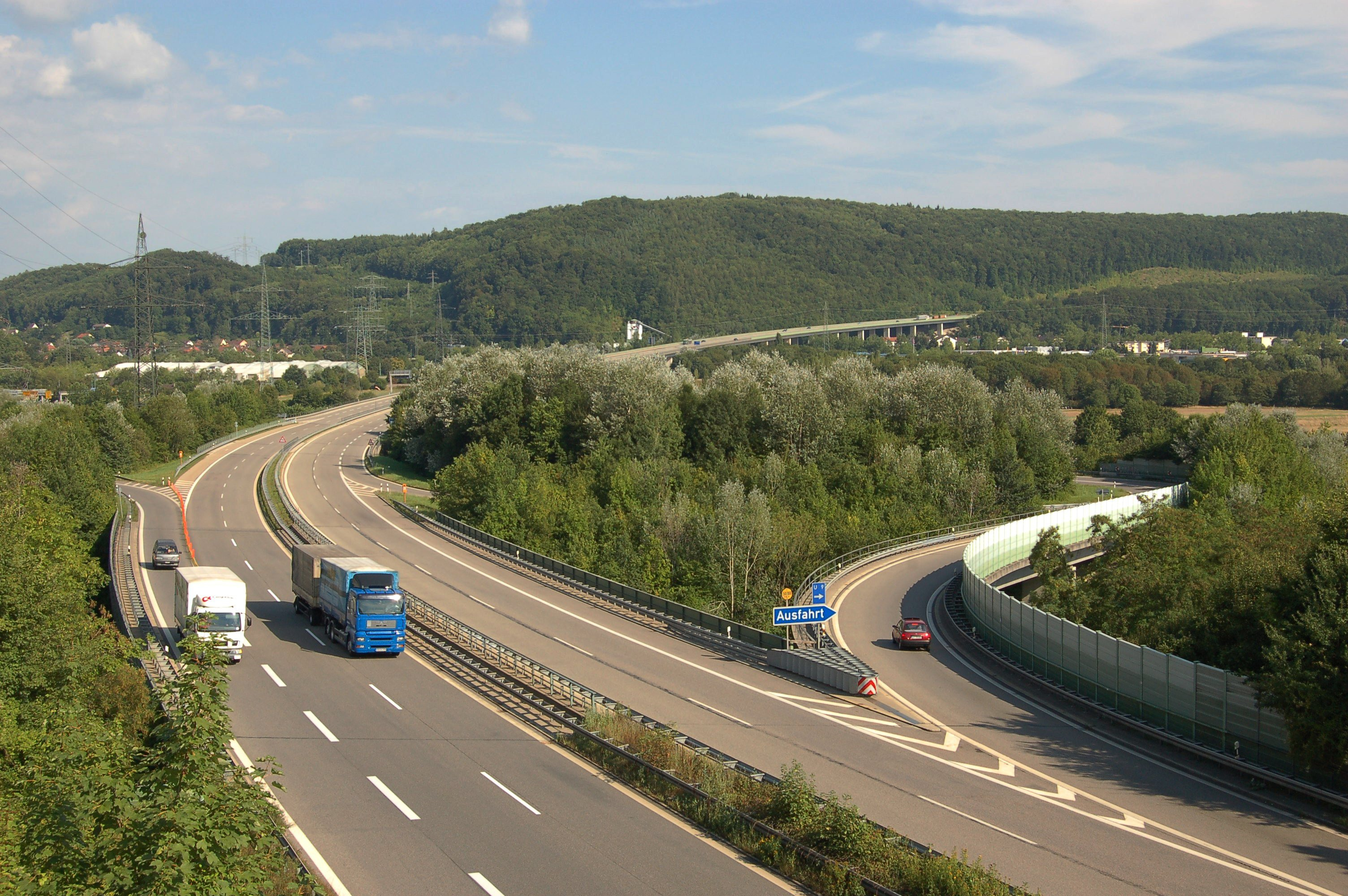
Blick auf die Fahrbahndecke auf Höhe der Autobahnausfahrt Lörrach-Mitte

Die Brücke verfügt aufgrund ihrer Lage und Dimension über zwei Seitenwindanzeigen. Beide Windsäcke befinden sich unweit der jeweiligen Brückenenden und stehen mittig zwischen beiden Brückenbauwerken. Im Bereich der Wohnbebauung sind beidseitig absorbierende, etwa ein Meter hohe Lärmschutzwände installiert.
Die Hauptmaße der Wiesentalbrücke sind:
| Unterbauten:          |           |
| 1. Beton              | 14.000 m³ |
| 2. Stahlbetonbauteile | 1000 t    |
| Überbauten:           |           |
| 1. Beton              | 20.500 m³ |
| 2. Stahlbetonbauteile | 2050 t    |
| 3. Spannstahl (längs) | 470 t     |
| 3. Spannstahl (quer)  | 190 t     |
| Fahrbahnfläche        | 24.400 m² |
| Überbaufläche         | 31.000 m² |

### Bridge-Gallery

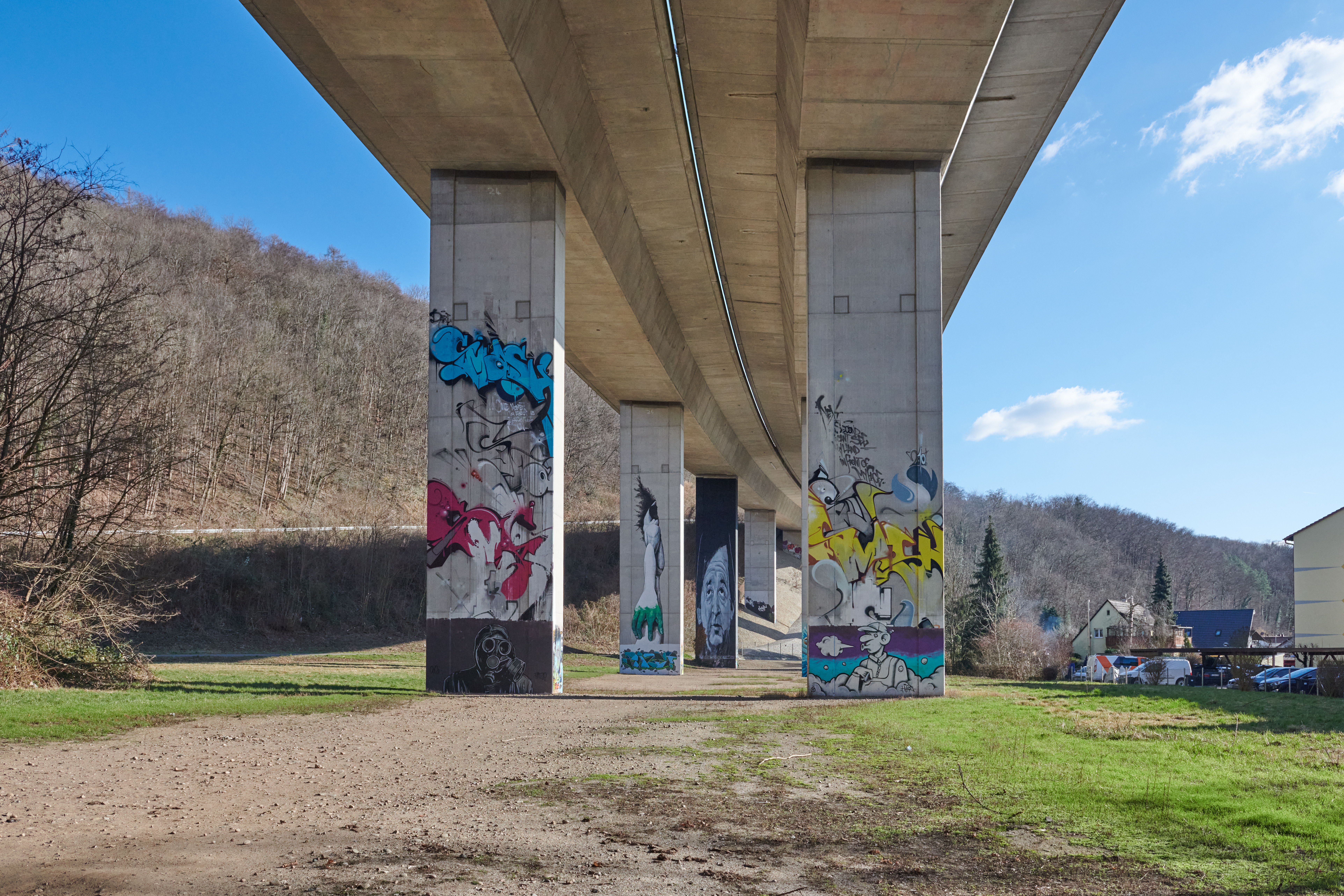
Die Bridge-Gallery an den Pfeilerpaaren 24 bis 28

Seit Anfang August 2010 hat die Stadt Lörrach einen Großteil der Brückenpfeiler der Wiesentalbrücke für legales Graffiti freigegeben. Die Graffiti-Nutzung wurde im Juli 2010 behördlich genehmigt.
Grundsätzlich stehen die Pfeilerpaare 5 bis 22 offiziell zur Verfügung; die Nummerierung folgt der offiziellen Nummerierung des Brückenbauwerks. Bei den nicht freigegebenen Pfeilerpaaren 3 bis 4 ist durch die angrenzende Bundesstraße 3 das Gefahrenpotential für diese Arbeiten zu hoch. Die Pfeilerpaare 23 bis 27 sind Schul-AGs, der Jugendarbeit oder Wettbewerben vorbehalten. So sind insgesamt 18 Pfeilerpaare freigegeben. Zur eindeutigen Identifikation werden den jeweils vier Seiten der Doppelpfeiler die Buchstaben a bis d entgegen dem Uhrzeigersinn zugeordnet. Der Pfeiler 17 (Gruppenpfeiler) bildet eine Ausnahme, da er sich als einziger über die gesamte Brückenbreite erstreckt.
Jede der 68 Betonwände hat eine Malfläche von rund 16 Quadratmetern. Dazu kommen Seitenwände mit jeweils rund 6 Quadratmetern. Damit ergibt sich eine Gesamtnutzfläche von 1500 Quadratmeter Malfläche, die optional und nach gesonderter Absprache sogar auf mehr als 2200 Quadratmeter erweitert werden kann. Ein ähnliches Konzept einer Bridge-Gallery ist aus Anderlecht-Neerpede bekannt, wo unter einer belgischen Autobahnbrücke ein parkähnliches Gelände mit Graffiti-Kunst entstanden ist. In Deutschland ist bisher (Jahr: 2025) das Konzept einmalig.
Seit ihrem Bestehen hat sich die Bridge Gallery an der Lörracher Wiesentalbrücke als begehrter Hot-Spot in der Graffiti-Szene aus ganz Europa entwickelt. In Reiseführern und Sammlungen zu besonderen Orten in Lörrach wird die Freiluftgalerie zunehmend erwähnt. Die Stadt Lörrach bietet dazu Gästeführungen an.
Unterhalb der Wiesentalbrücke zwischen Brombacher Straße und Fahrradweg Grütt, eingerahmt von den beiden Pfeilerpaaren 19 und 20 der Bridge-Gallery, befindet sich eine 20 mal 30 Meter große Pumptrack-Anlage. Die Eröffnung fand am 13. Juni 2015 statt; für die Planung und organisatorische Unterstützung war maßgeblich die gemeinnützige Organisation SAK Lörrach verantwortlich.

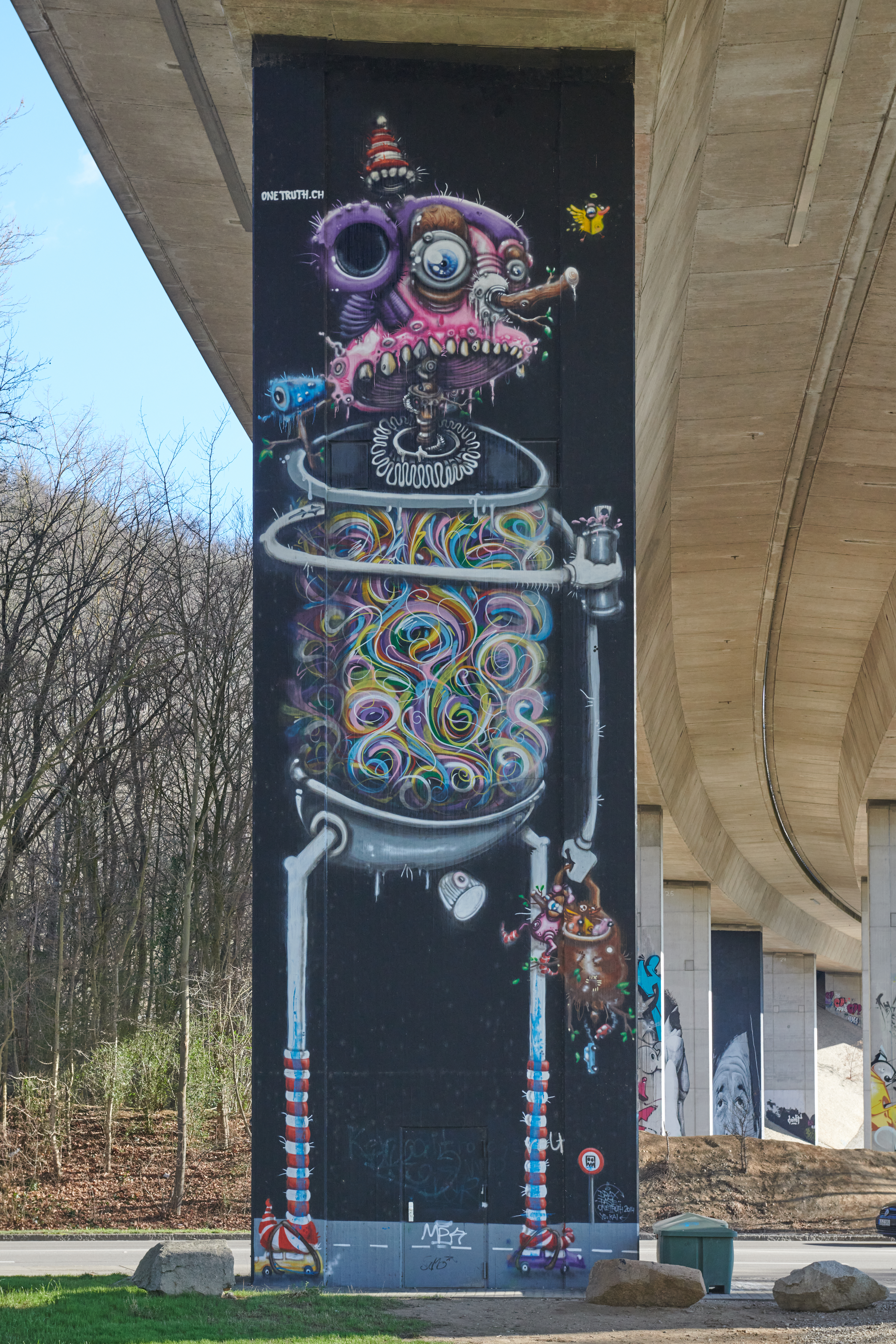
Großgraffiti am Nord-Pfeiler 22
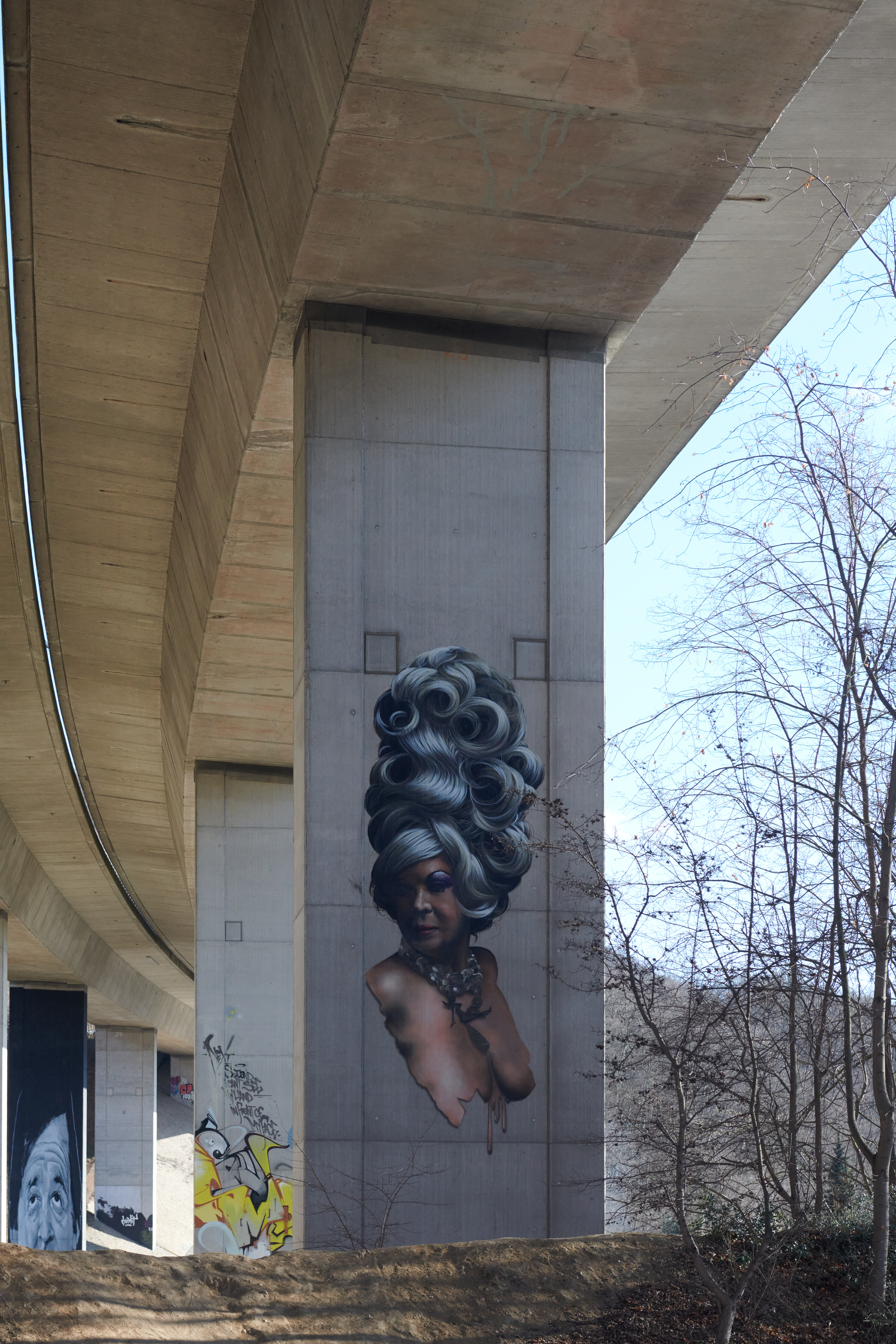
Großgraffiti am Süd-Pfeiler 23
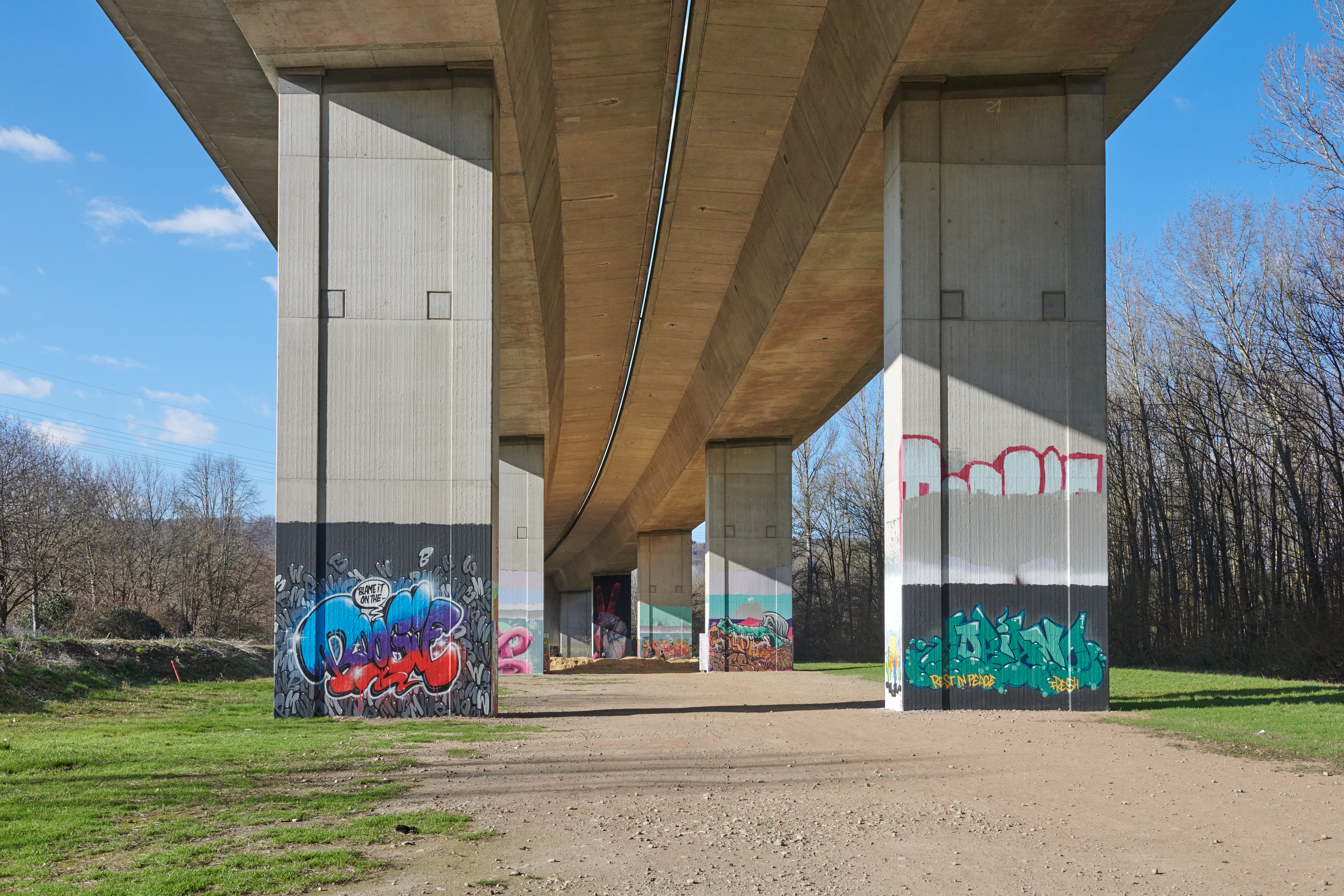
Pfeiler 21 bis 18 (Blick nach Westen)
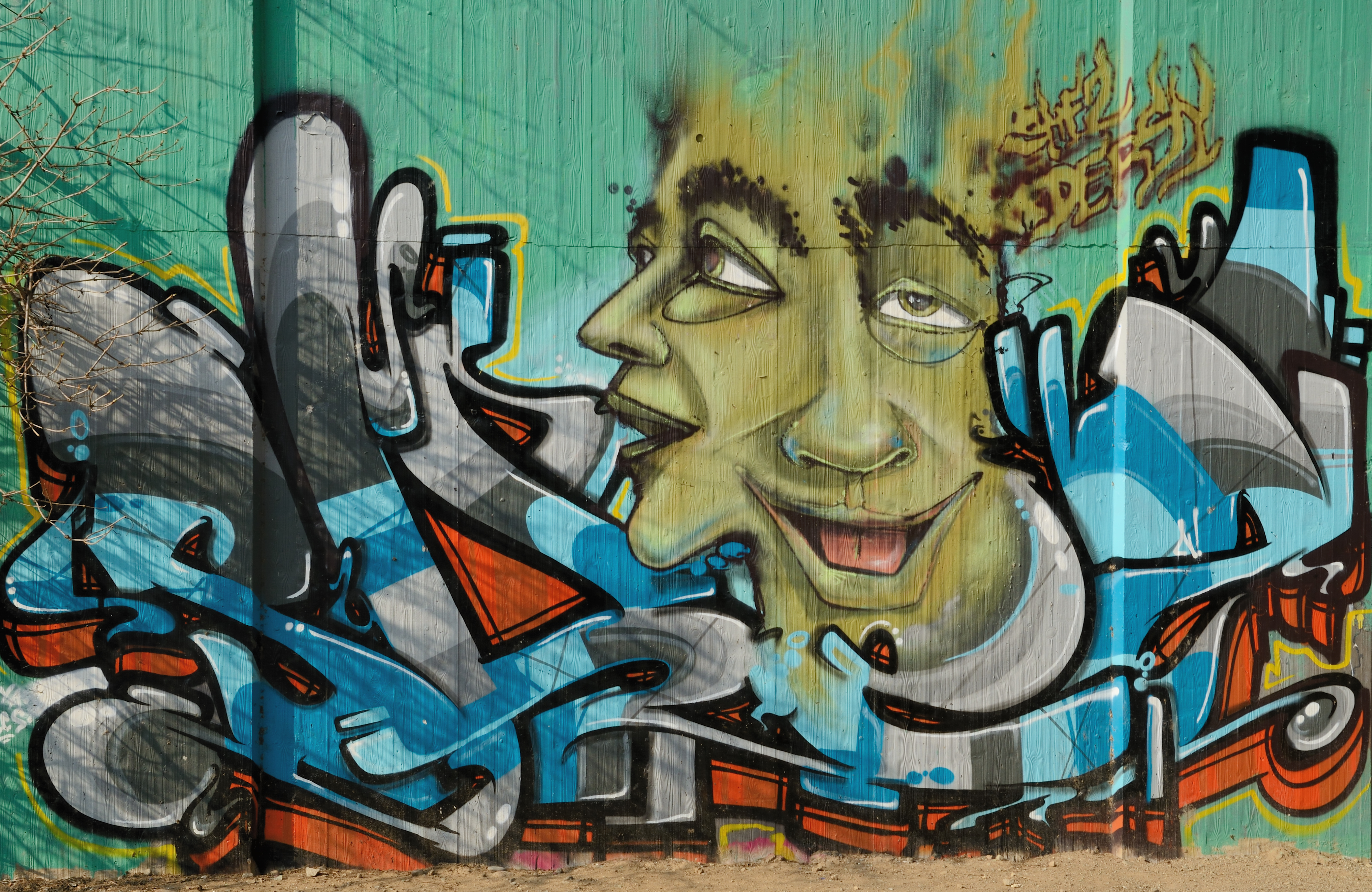
Graffiti am Süd-Pfeiler 18

## Verkehrsstärke
Seit 2005 registriert eine automatische Zählstelle der Bundesanstalt für Straßenwesen (BASt) am südwestlichen Portal der Wiesentalbrücke die Verkehrsstärke. Die offizielle BASt-Nr. der Erfassungsanlage lautet 8003. Die Messung umfasst die Werte für die Gesamtzahl der Fahrzeuge pro 24 Stunden und den Anteil des Schwerlastverkehrs (SV) gemessen. Die Anlage misst sowohl den Verkehr in Richtung der Anschlussstelle Lörrach-Mitte, wie auch den Verkehr in Richtung Lörrach-Ost. Der Auslastungsanteil beider Richtungen ist in etwa hälftig, verlagerte sich in den letzten Jahren zunehmend stärker in Richtung Lörrach-Mitte.
Bis 2002 führte die Wiesentalbrücke ostwärts nur bis zur Anschlussstelle Lörrach-Ost, von wo aus man nur auf der Bundesstraße 34 weiter ostwärts verkehren konnte. Ab 2003 war die „Sackgassen-Autobahn“ zunächst einspurig, ab 2010 dann zweispurig über die Querspange A 861 bis Rheinfelden und dann weiter in die Schweiz verbunden. Damit stieg auch der Verkehr über die Wiesentalbrücke signifikant und nachhaltig.
| Jahr | Fahrzeuge je 24 h | Anteil-SV |
| ---- | ----------------- | --------- |
| 2005 | 15.295            | 11,2 %    |
| 2010 | 20.703            | 11,4 %    |
| 2013 | 23.159            | 9,9 %     |
| 2015 | 25.123            | 8,3 %     |
| 2017 | 27.485            | 8,2 %     |
| 2018 | 29.484            | 8,4 %     |
| 2020 | 23.082            | 10,2 %    |
| 2022 | 27.056            | 9,2 %     |

## Flankierende Baumaßnahmen

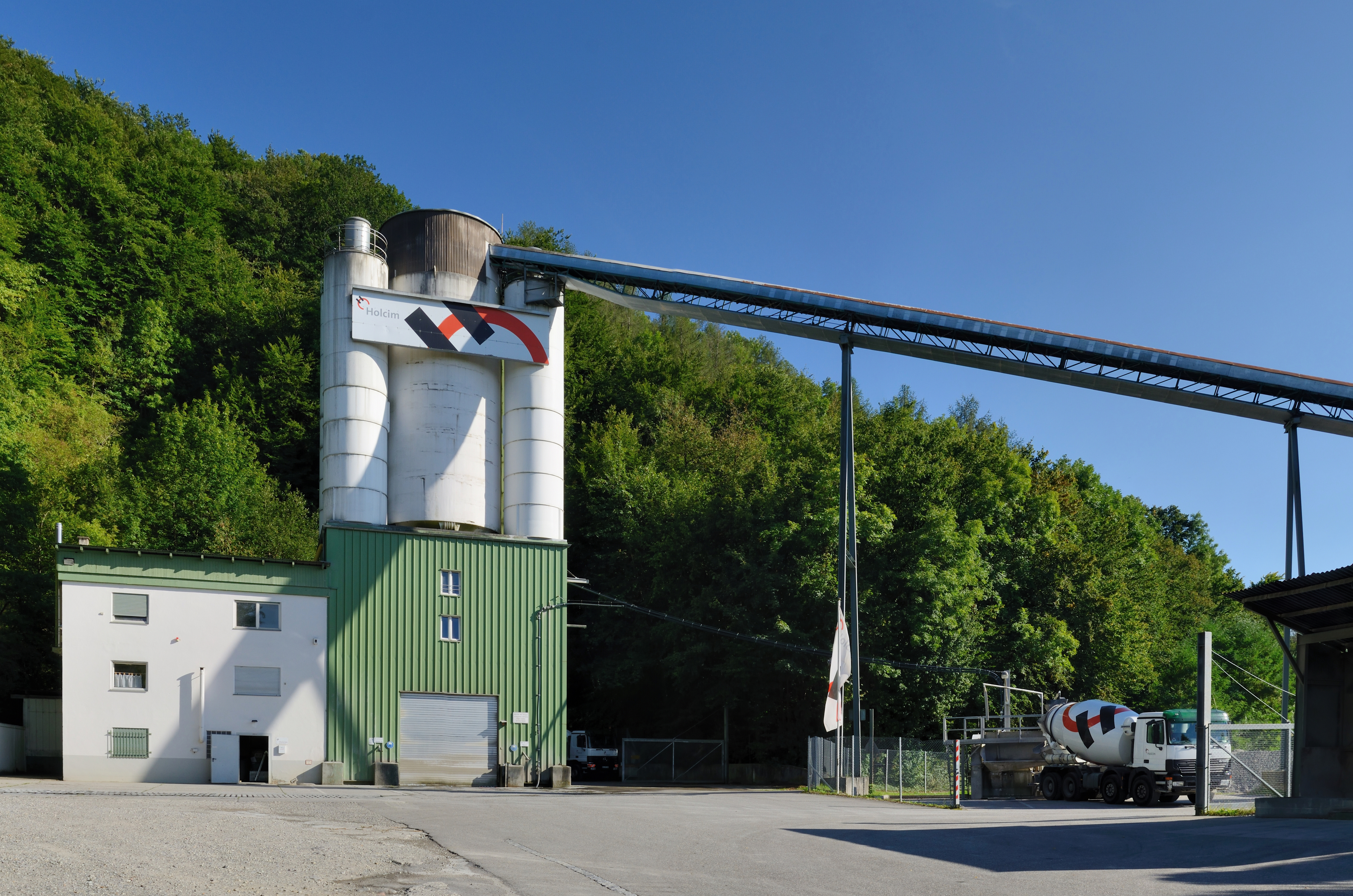
Die Vertikalanlage des eigens für die Wiesentalbrücke errichteten Betonwerks wird bis heute genutzt

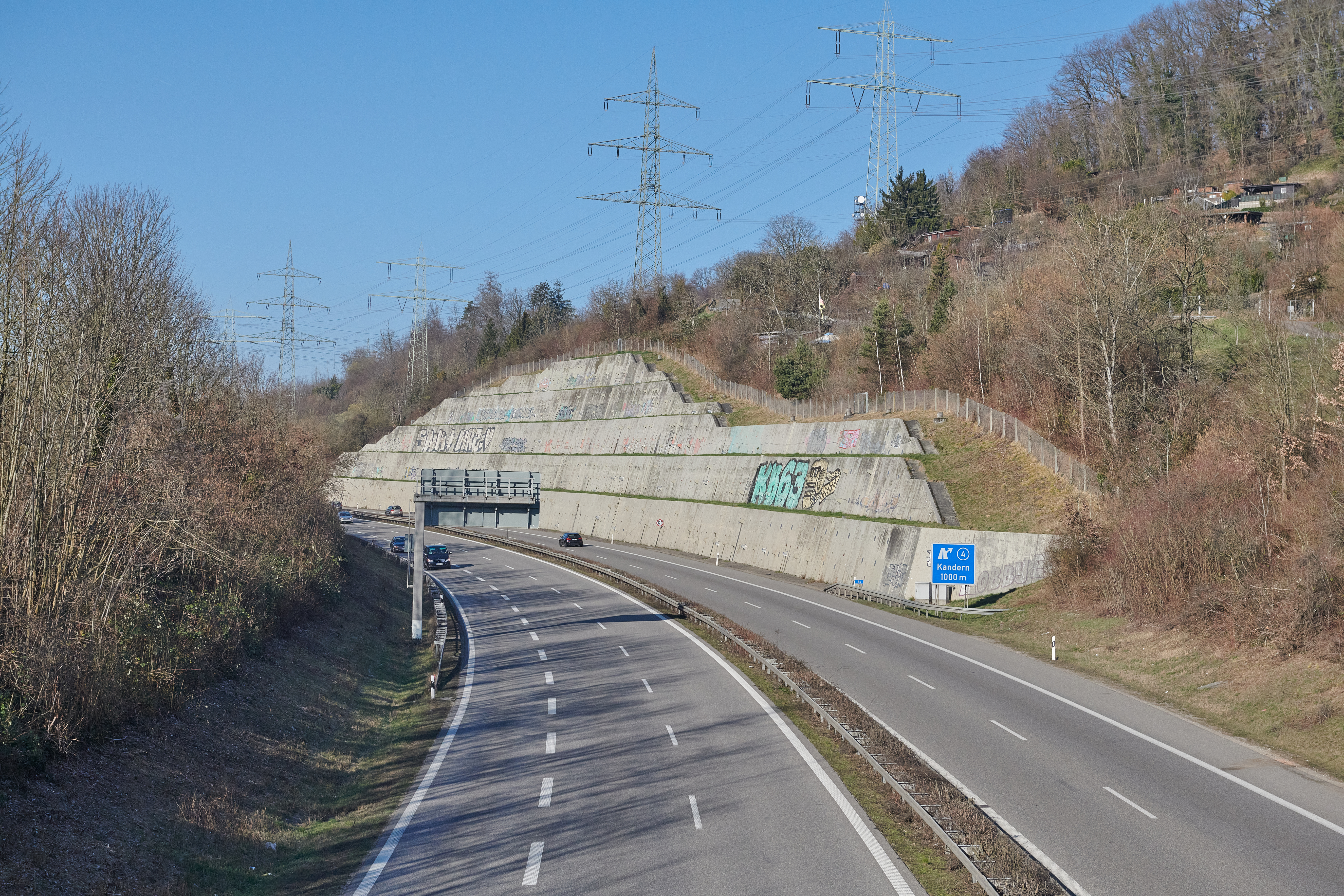
Stützwand am Röttler Hang

Am südlichen Eingang des Lörracher Ortsteils Brombach (Lage) wurde Anfang der 1980er Jahre eine 26 Meter hohe Vertikalanlage zur Betonherstellung in unmittelbarer Nähe zur Brückenbaustelle errichtet. Dieses Betonwerk besteht bis heute und ist mittlerweile ein Produktionsstandort des schweizerischen Zementproduzenten Holcim.

Vor Beginn der Bauarbeiten zur Wiesentalbrücke musste sichergestellt werden, dass ein im August 1979 stattgefundener Hangabrutsch die im Bereich des Weilers Röttelnweiler (Röttler Hang) talwärts verlaufende Trasse der A 98 langfristig nicht in Mitleidenschaft zieht. An dieser Stelle quert die Autobahntrasse in einem 250 Meter langen Einschnitt das Röttler Tal; die Talmulde setzt sich bergwärts mit einer Neigung von 18 bis 20° fort. Die geologisch ungünstigen Bedingungen an dieser Stelle bestehen aus oligözänen Ton- und Tonsteinschichten, Sand- und Sandsteineinlagen sowie einer 350 Meter langen und 150 Meter breiten fossilen Rutschscholle. Durch das abgerutschte Erdreich war der Aushub eines Einschnitts nötig, und da die Gleitreibung in diesem Bereich zu gering war, mussten zusätzliche Sicherungsmaßnahmen durchgeführt werden. Um die Bewegung des Berghangs zu bremsen, wurde eine Auflast im Einschnittsbereich vorgenommen und eine Betonpfahlscheibe und ein Tiefdrainschlitzsystem für eine verbesserte Wasserdurchlässigkeit verbaut. Damit konnte die Rutschscholle gleichzeitig gestützt und entwässert werden. Nach diesen Maßnahmen sicherte man die bergseitige Böschung terrassenweise mit verankerten Wandelementen in Stahlbeton. Auf einem 350 Meter langen Abschnitt, rund 500 Meter nordwestlich vom nördlichen Brückenbeginn entfernt, ragt aus diesen Gründen eine bis zu 22 Meter hohe Beton-Stützwand (Lage) in die Höhe. Herzstück der Stützwand bilden 135 einbetonierte Ankerköpfe, die bis zu 37 Meter ins Erdreich ragen. Jeder dieser auf fünf Ebenen verteilten Ankerköpfe hält einem Gewicht von rund 40 Tonnen stand. Die Ankerköpfe wurden im August 2015 für 80.000 Euro saniert. Um die Wuchtigkeit dieser Betonwand zu mildern, wurden an den zahlreichen Bermen Begrünungsmaßnahmen durchgeführt.
Da die Trasse südlich der Wiesentalbrücke den Bereich des Gemeindewaldes Homburg trennt, verbinden seither zwei Fußgängerbrücken (Lage, Lage) Lörrach mit dem als Naherholungsgebiet geltenden Waldstück.

## Rezeption

### Tourismus

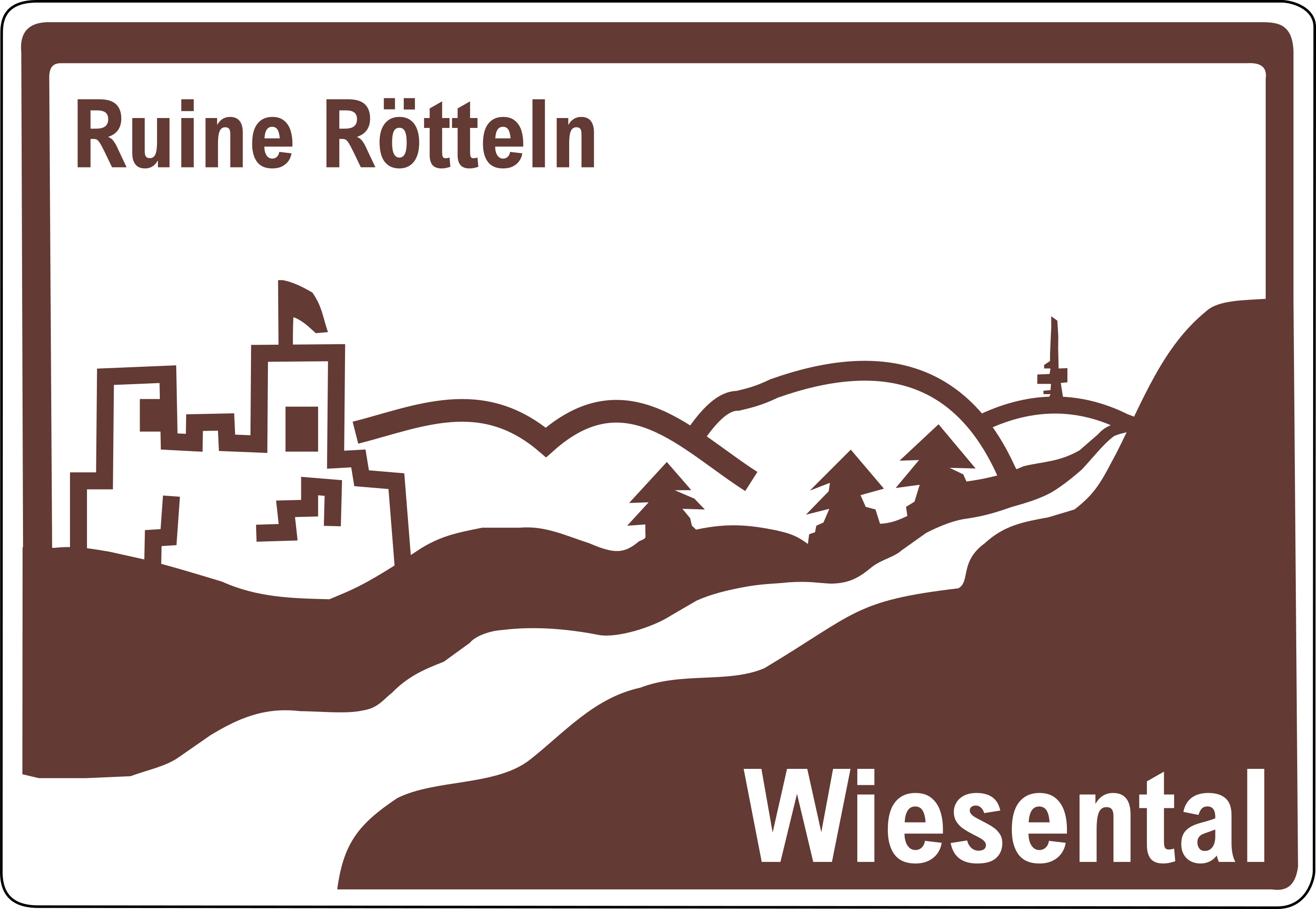
Touristische Unterrichtungstafel: Burg Rötteln, Wiesental

Einige Kilometer vor der Wiesentalbrücke stehen in beidseitiger Fahrtrichtung eine touristische Unterrichtungstafel zur ehemaligen Höhenburg Rötteln, die heute als weit sichtbare Ruine auf einem Bergsporn über dem Wiesental thront. Die Hinweisschilder befinden sich auf den Autobahnkilometern 6,2 und 9,5 der A 98 und zeigen neben der Burg und dem Wiesental auch die Hügel und Berge des Schwarzwaldes. Als markantester Gipfel mit einem Sendeturm auf seiner Spitze ist der Blauen auf der Hinweistafel dargestellt. Den Blick, ähnlich wie er auf der Hinweistafel festgehalten ist, erhält man insbesondere, indem man von Lörrach-Ost kommend westwärts über die Wiesentalbrücke fährt. Diese bildhafte Hinweistafel ist eine von insgesamt vier entlang der A 98.

### Bildende Kunst
Das prägende Verkehrsbauwerk in Lörrach wurde von regional tätigen Kunstmalern aufgegriffen. Der Bauhaus-Schüler Arthur Schmidt malte 1988 im Stil des expressiven Realismus das Bild mit dem Werktitel „Landschaftsschutzgebiet“. Es zeigt den Fernblick knapp unterhalb der Lucke an der Röttler Kirche hinunter zum Wiesental. Der Blick von der Autobahntrasse führt an der Burg Rötteln vorbei. Die Wiesentalbrücke zieht sich in den fernen Horizont. Das Bild wurde mittels Mischtechnik auf Papier gemalt; Verwendung fanden auch Pastellkreide und Bleistift.
Die bildende Künstlerin Waltraud Hett thematisierte Anfang der 1980er Jahre die Wiesentalbrücke auf einem Bild namens „Autobahnbau bei Rötteln“. Es zeigt neben der Autobahnbrücke einen Baukran, die Bauarbeiten an der Brücke sowie im Hintergrund die Landschaft und Besiedlung von Tumringen und Rötteln.
Beide Bilder befinden sich im Fundus des Dreiländermuseums.